# Lac Motosu
Le lac Motosu (本栖湖, Motosuko) est l'un des cinq lacs bordant le mont Fuji, dans la préfecture de Yamanashi. Avec un abysse de 138 mètres, c'est le neuvième lac le plus profond du Japon.
La température de son eau ne descend jamais en dessous de 4 °C, ce qui en fait le seul des Fujigoko à ne pas geler en hiver.

## Formation
Avec le lac Sai et le lac Shoji, il a été formé par une coulée de lave qui a recouvert ce qui est aujourd'hui la forêt d'Aokigahara. En se jetant dans un énorme lac qui dominait autrefois la région, cette coulée a formé ces trois petits lacs. Situés à 900 mètres d'altitude, ils sont reliés par des eaux souterraines.

## Faune
En 1935, 100 000 œufs de poisson kunimasu (国鱒, oncorhynchus nerka kawamurae), espèce endémique du lac Tazawa en voie d'extinction, sont introduits dans les lacs Sai et Motosu. L'introduction semble échouer et l'espèce disparaît dans les années 1940 à la suite d'une pollution due à la construction d'une centrale électrique et au drainage acide des onsens autour du lac Tazawa. Cependant, en 2010, des spécimens sont retrouvés vivants au lac Sai.

## Le lac dans l'art
Le motif du Motosu-ko et du mont Fuji qui figure sur les anciens billets de 5 000 yens est une vue prise de ce lac par le photographe Kōyō Okada.
Dans le tome 1 de 1Q84 d'Haruki Murakami, il est le lieu d'affrontement entre les extrêmistes de la secte de " l'Aube " et de la police japonaise.